# Anas georgica
Anas georgica este o rață din America de Sud din genul Anas, cu trei subspecii descrise.

## Taxonomie
A fost descrisă oficial în 1789 de naturalistul german Johann Friedrich Gmelin în ediția sa revizuită și extinsă a Systema Naturae a lui Carl Linnaeus. El a plasat-o alături de toate rațele, gâștele și lebedele în genul Anas și a inventat numele binomial Anas georgica. Gmelin și-a bazat descrierea pe rața care fusese descrisă în 1785 de ornitologul englez John Latham în lucrarea sa A General Synopsis of Birds. Naturalistul Joseph Banks îi furnizase lui Latham un desen în acuarelă al raței realizat de Georg Forster, care îl însoțise pe James Cook în cea de-a doua sa călătorie în Oceanul Pacific. Acuarela a fost pictată în 1775 în Georgia de Sud. Această imagine este în prezent holotipul speciei și este deținută de Muzeul de Istorie Naturală din Londra. Denumirea genului Anas este cuvântul latin pentru „rață”.
În prezent sunt recunoscute trei subspecii:
- † A. g. niceforoi Wetmore & Borrero, 1946 – Columbia central-estică (dispărută)
- A. g. spinicauda [Vieillot, 1816 – din sudul Columbiei până în sudul Argentinei, sudul Chile și Insulele Falkland
- A. g. georgica Gmelin, JF, 1789 – Georgia de Sud

## Galerie

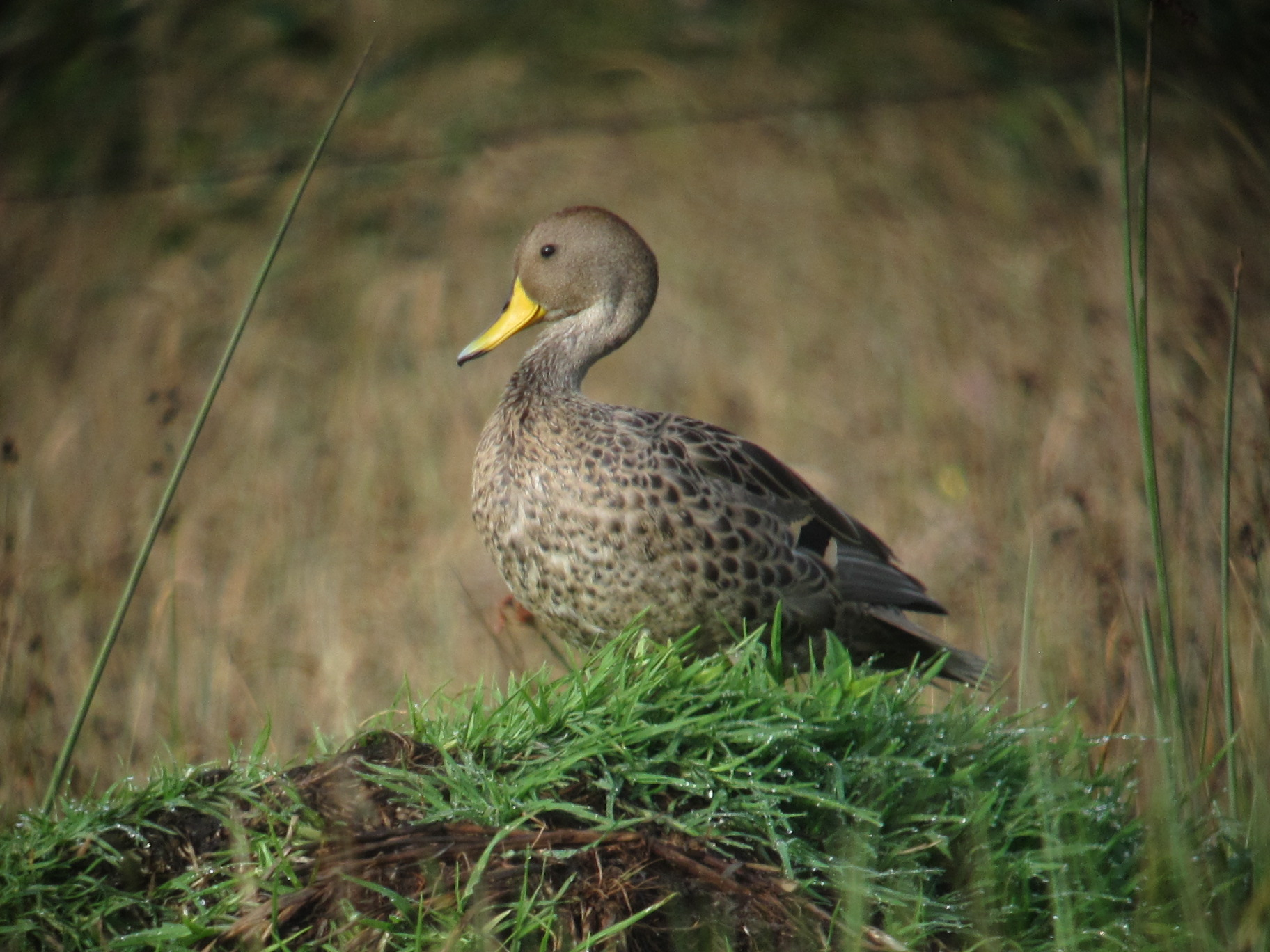
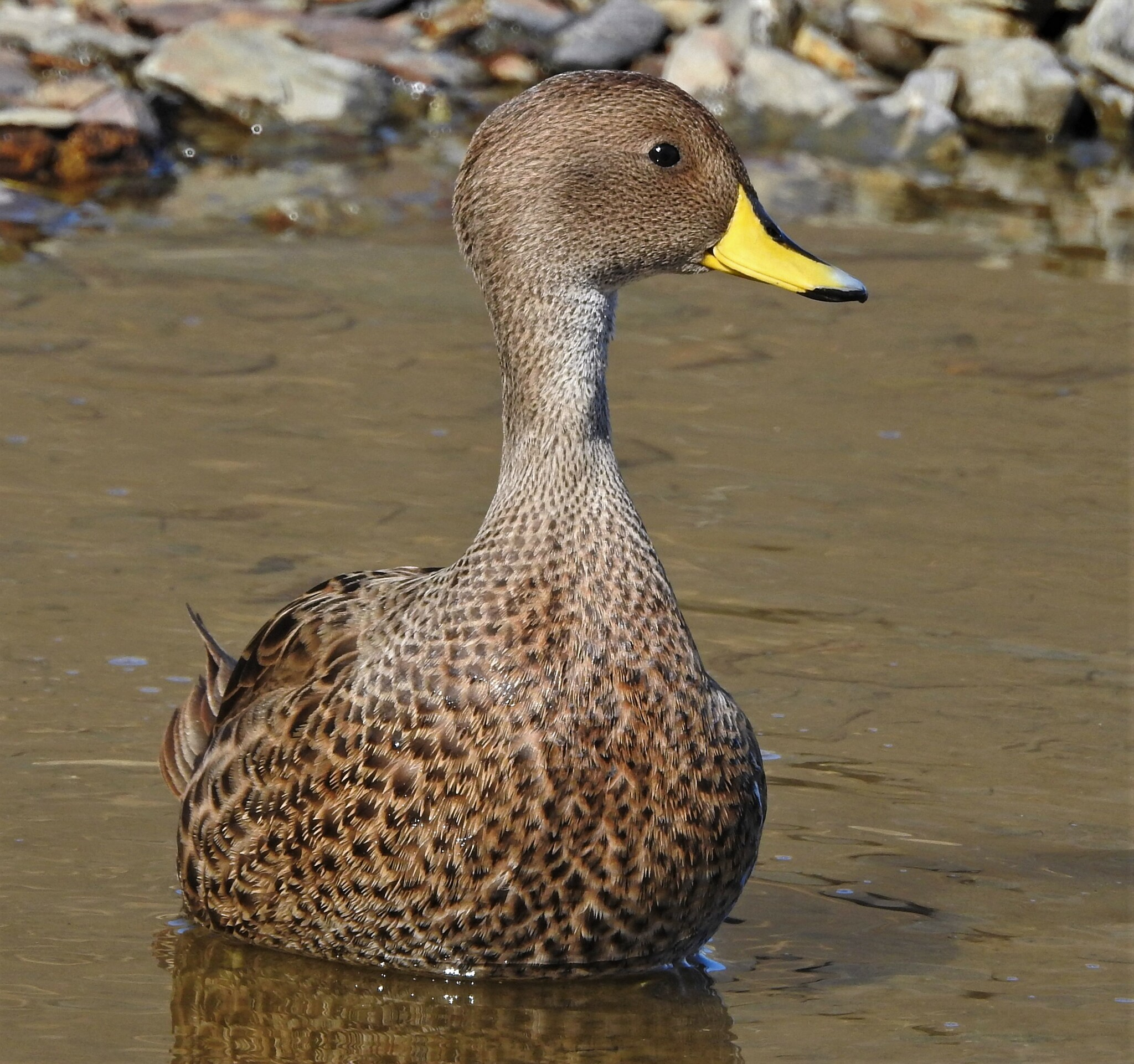
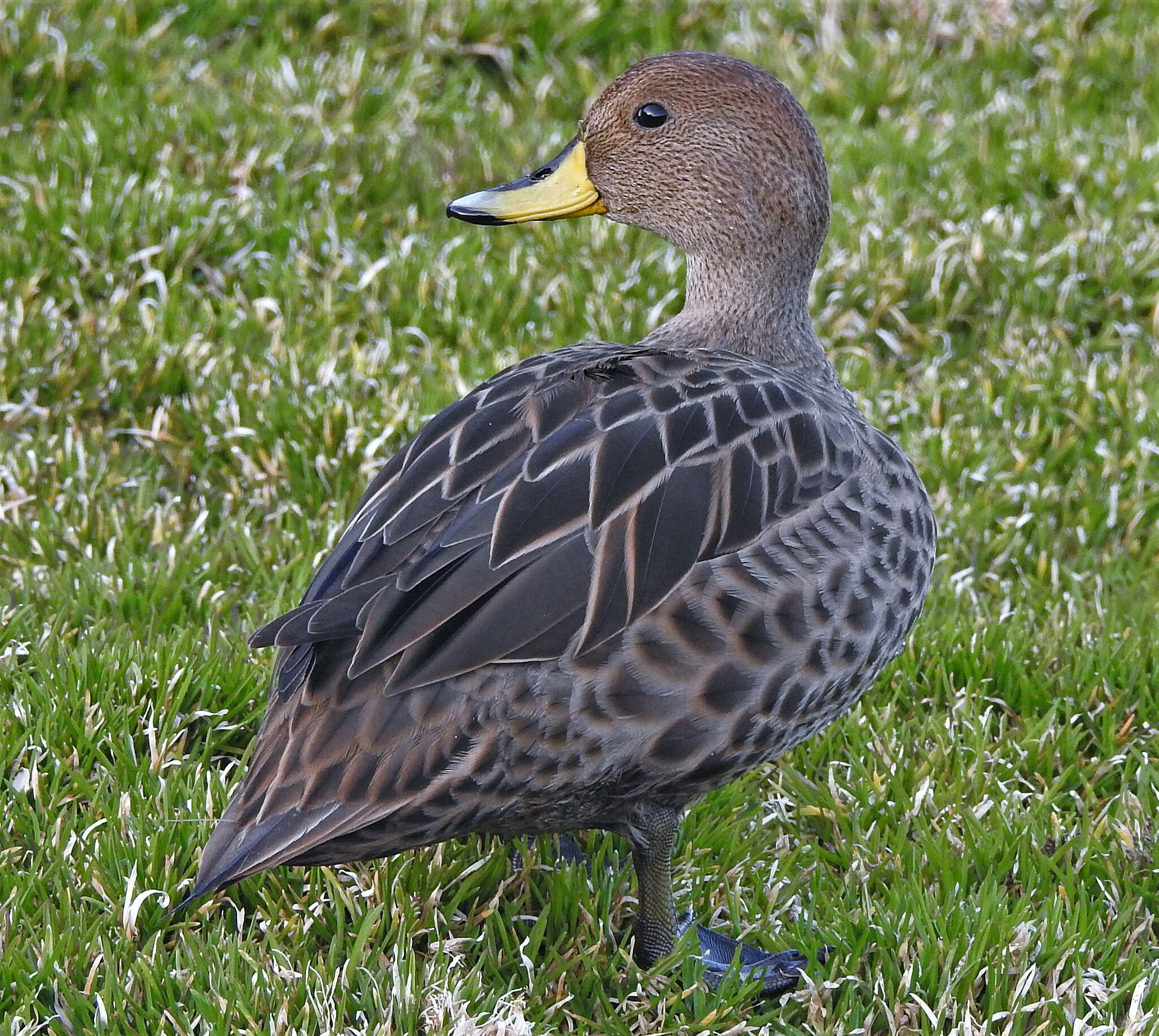
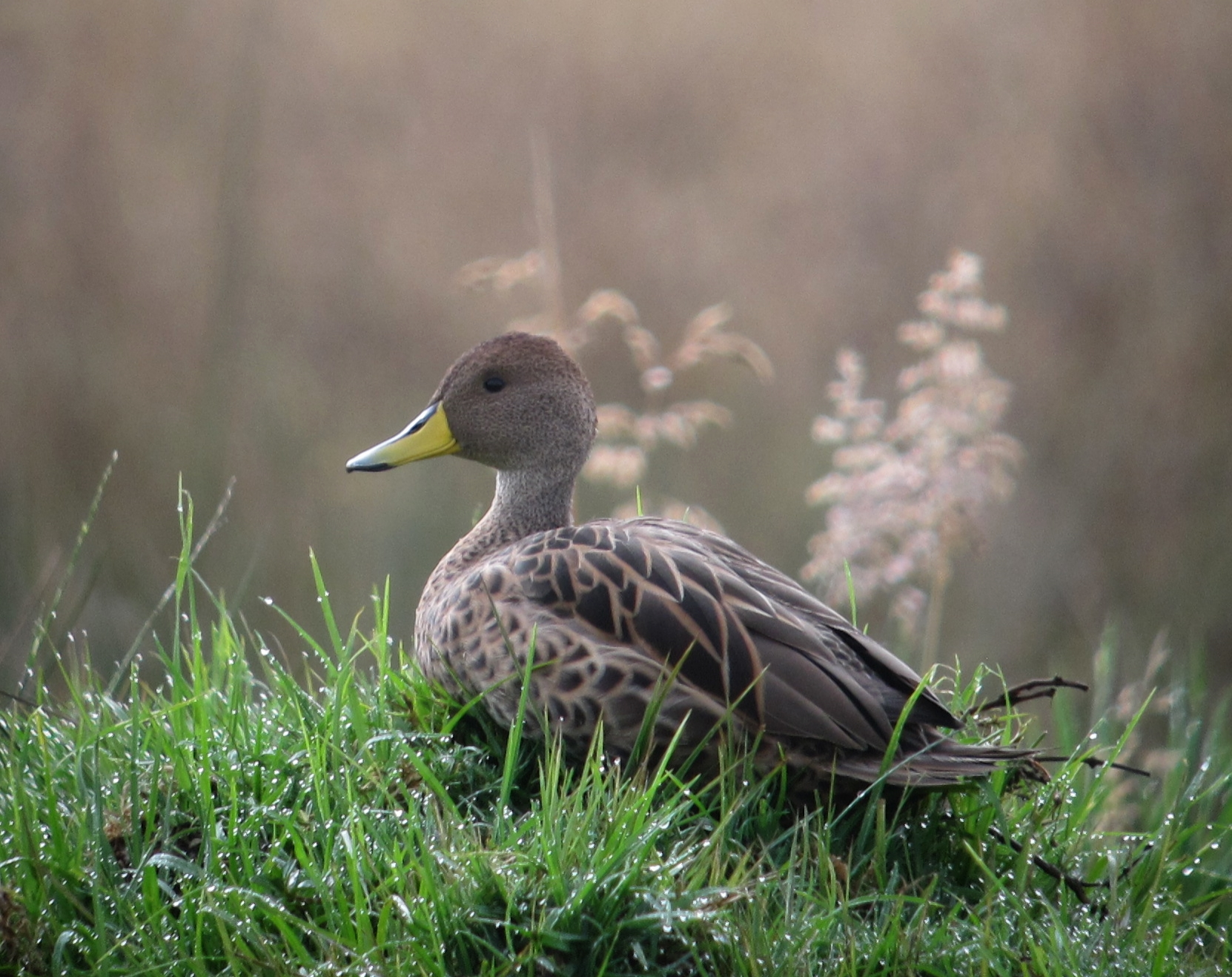